# 日映 (映画会社)
日映株式会社（にちえい）は、かつて存在した日本の映画製作・配給会社である。初期は日映企画（にちえいきかく）と名乗るが、現存する日映企画とは無関係。創立者の上松宗夫の名を冠した上松プロダクション（うえまつプロダクション）の名でも製作を行なった。

## 沿革
- 1967年3月 - 上松宗夫が「日映企画」として、矢野正富と共同で『激しい関係』『素肌の罠』（監督東元薫）を製作・公開[7]
  - 同年7月1日 - 正式設立[1][2]
- 1975年前後 - 活動停止[13][3][14]

## 概要

### 自主製作・自主配給
1967年（昭和42年）7月1日、上松宗夫が代表取締役社長となり、東京都千代田区外神田6丁目16番9号の緒方ビルに設立した。上松宗夫の前歴は不明であるが、同社設立に先立ち、同年3月には三田浩の東京企画（渋谷区円山町9番地、1962年5月設立）の製作担当取締役であった矢野正富と共同で『激しい関係』（監督東元薫）を製作、同月14日には、矢野のヤノプロダクションが製作した『素肌の罠』（監督東元薫）を配給、いずれも日映企画名義で映画会社としての活動を行った。『激しい関係』に企画としてクレジットされた松田武美は、同年8月、アンダーグラウンドシアター蠍座（のちの新宿文化シネマ、現在のシネマート新宿）が発行した『足立正生シナリオ集』（足立正生）を編集・発行した人物であり、のちに1990年（平成2年）前後には、蠍座を経営した三和興行の総務部長に就任している。「東元薫」は梅沢薫（1934年 - 1998年）の筆名であり、以降、同社では、梅沢の東元名義の作品を数多く製作した。翌4月にも、『処女の烙印』（監督東元薫）を「日映企画」名義で製作・公開、同月、菜穂俊一がワールド映画で製作した『泣きどころ』（監督小川欽也）に「日映フィルム」名義で企画にクレジットされている。
同年7月1日の設立日以降では、同月、ワールド映画が配給した『女の味』（監督奥脇敏夫）を「日映企画」名義で製作、『女高生の絶叫』（監督東元薫）を「日映企画」名義で製作・配給して公開した。1968年（昭和43年）4月に公開された『急所攻め』（監督向井寛）は、同社の製作、東京興映の配給による作品であるが、同作以降、製作する場合には「上松プロダクション」、配給する場合には「日映」とクレジットを分けるようになった。1969年（昭和44年）1月に公開した『好色坊主四十八手斬り』は、勝新太郎のそっくりさんである酒巻輝男を「座頭市」役に配し、前年後半から『好色座頭市四十八手斬り』として準備されたが、『座頭市物語』（1962年）を初めとするシリーズを製作してきた大映が、同社に対して興行禁止の仮処分の訴えを東京地裁に起し、これが認められたため、急遽改題したものである。
円尾敏郎の資料には、同年1月に公開された『夜の技巧』（監督佐々木元）、ならびに同年2月に公開された『悶え狂い』（同）は西原儀一の葵映画が配給したとされていたというが、西原自身は「上松プロいうのはわしは知らないです、成人映画では」と当時を振り返っており、『やくざ監督東京進出』の巻末の葵映画の作品一覧には、両作とも外されている。同年5月に公開された『黒毛の沼』を監督したのを最後に、東元薫（梅沢薫）は同社を去る。
日本映画データベースにおいて「水野冷」という監督が同社で監督している旨の情報が掲載されているが、他の同時代資料では水野洽（1911年 - 1997年）であることがわかっている。同年後半から1970年（昭和45年）にかけては水野洽、林新一郎、野川宏が同社で監督作を発表し、1971年（昭和46年）の前半は林新一郎、後半からは笠原和郎（1943年 - ）が独占的に監督作を発表した。同社において、笠原和郎は「岡本愛」名義でも笠原名義でも監督としてクレジットされている。同年11月、老舗であり大手五社の一社であった日活が成人映画路線に全面的に舵を切り、「日活ロマンポルノ」（1971年 - 1988年）を開始するが、同社は、代々木忠のプリマ企画等のようには日活に作品供給はしなかった。同社は、大蔵映画を中心とした「OPチェーン」、国映・日本シネマ・葵映画・東京興映を中心とした「新東宝興業」、いずれの配給網にも参加しなかった。
1973年（昭和48年）8月に公開された『女の本丸攻め』（監督笠原和郎）以降、同社の製作・配給する作品歴がみられず、同年3月に公開された『㊙乱行パーティ』（同）が同年8月、同年4月に公開された『トルコ㊙セックス』（同）が同年11月、同年6月に公開された『愛の桜貝』（同）が翌1974年（昭和49年）4月、とそれぞれ数か月遅れて公開されていた北海道帯広市の帯広プリンス劇場では、『女の本丸攻め』が1974年9月に公開された記録が公表されている。したがって同年までは同社は配給業務を続けており、また『映画年鑑 1975』にも同社の項があるが、独立系公開作品のリストには作品が1作も記載されていない。『映画年鑑 1976』にはすでに同社の項はなく、1975年（昭和50年）前後には活動を停止した。

### 再評価
2013年（平成25年）2月8日 - 同11日、神戸映画資料館で行われた「ピンク映画50周年 特別上映会 映画監督・渡辺護の時代」と題した渡辺護をテーマにした特集上映で、同社が製作した『三日三晩裏表』（監督東元薫）、『男と女の肉時計』（監督向井寛）がそれぞれ16mmフィルム版の上映用プリントで上映された。

## 企業データ
- 社名 : 日映株式会社[1][2]
- 所在地 : 東京都千代田区外神田6丁目16番9号 緒方ビル
北緯35度42分17秒 東経139度46分18秒 / 北緯35.70472度 東経139.77167度
- 代表取締役社長 : 上松宗夫
- 事業内容 : 映画の製作・配給
- 資本金 : 600万円
- 設立 : 1967年7月1日

## おもなフィルモグラフィ
特筆以外は「製作」である。東京国立近代美術館フィルムセンター、デジタル・ミーム、いずれも同社の製作物を所蔵していない。

### 1967年
- 『激しい関係』 : 製作上松宗夫・矢野正富、企画松田武美、監督・脚本東元薫、主演若月ひとみ・野上正義、1967年3月公開（成人映画・映倫番号 不明） - 「日映企画」名義で製作
- 『素肌の罠』 : 製作矢野正富、監督東元薫、主演成瀬恵子、製作ヤノプロダクション、1967年3月14日公開（成人映画・映倫番号 14851） - 「日映企画」名義で配給
- 『処女の烙印』 : 監督東元薫、主演清水世津、1967年4月審査・公開（成人映画・映倫番号 不明） - 「日映企画」名義で製作
- 『泣きどころ』 : 製作菜穂俊一、監督小川欽也、脚本中山浩二、主演火鳥こずえ、製作・配給ワールド映画、1967年4月審査・公開（成人映画・映倫番号 不明） - 「日映フィルム」名義で企画

- 『女の味』 : 企画・製作菜穂俊一、監督奥脇敏夫、脚本鳴滝三郎、主演辰巳典子、配給ワールド映画、1967年7月公開（成人映画・映倫番号 不明） - 「日映企画」名義で製作
- 『女高生の絶叫』 : 製作上松宗夫、企画松田武美、監督東元薫、脚本浜多加志、主演渚マリ、1967年7月公開（成人映画・映倫番号 不明） - 「日映企画」名義で製作・配給
- 『激しい交歓』 : 企画松田武美、監督東元薫、脚本浜多加志、1967年8月公開（成人映画・映倫番号 不明） - 「日映企画」名義で製作・配給
- 『強烈な…青い穴』 : 企画・製作上松宗夫、監督東元薫、脚本浜多加志、主演水城リカ、1967年9月公開（成人映画・映倫番号 不明） - 「日映企画」名義で製作・配給
- 『刑法177条 婦女暴行男』 : 監督東元薫、主演祝真理、1967年公開（成人映画・映倫番号 不明） - 「日映企画」名義で製作
- 『真赤な獣欲』 : 監督東元薫、主演火鳥こずえ、1967年公開（成人映画・映倫番号 不明） - 「日映企画」名義で製作
- 『夜の千人斬』 : 監督東元薫、主演谷ナオミ、1967年公開（成人映画・映倫番号 不明） - 「日映企画」名義で製作
- 『人生四十八手 裏表』 : 監督東元薫、主演小柳リカ、1967年公開（成人映画・映倫番号 不明） - 「日映企画」名義で製作

### 1968年
- 『肉風呂』 : 監督東元薫、主演辰巳典子、1968年公開（成人映画・映倫番号 不明） - 「日映企画」名義で製作
- 『急所攻め』 : 監督向井寛、主演一星ケミ、配給東京興映、1968年4月公開（成人映画・映倫番号 15322） - 「上松プロダクション」名義で製作
- 『陰乱』 : 監督向井寛、1968年5月公開（成人映画・映倫番号 15357） - 「上松プロダクション」名義で製作
- 『寝わざ師』 : 監督酒匂真直、1968年6月公開（成人映画・映倫番号 15396） - 「上松プロダクション」名義で製作
- 『刑法177条 婦女脅迫暴行罪』 : 監督酒匂真直、主演丘紘子、1968年6月公開（成人映画・映倫番号 15395） - 「上松プロダクション」名義で製作
- 『新・人生四十八手・裏表』（『新人生四十八手裏表』[6]『新人四十八手 裏表』[8]） : 企画・製作上松宗夫、監督東元薫、脚本浜多加志、主演桂奈美・吉野葉子、1968年8月公開（成人映画・映倫番号 15451） - 「上松プロダクション」名義で製作
- 『未亡人責め』 : 企画・製作上松宗夫、監督山下治、脚本浜多加志、主演水上リサ、1968年8月公開（成人映画・映倫番号 15481） - 「上松プロダクション」名義で製作・「日映」名義で配給
- 『女責め たらい廻し』 : 監督山下治、1968年9月公開（成人映画・映倫番号 15507） - 「上松プロダクション」名義で製作
- 『穴地獄』 : 監督東元薫、主演桂奈美、1968年10月公開（成人映画・映倫番号 15514） - 「日映」名義で製作
- 『肉責め』 : 監督東元薫、1968年11月公開（成人映画・映倫番号 15564） - 「上松プロダクション」名義で製作
- 『穴じかけ』 : 企画・製作上松宗夫、監督佐々木元、脚本浜多加志、主演渚マリ、1968年12月公開（成人映画・映倫番号 不明） - 「上松プロダクション」名義で製作・「日映」名義で配給
- 『血の暴行』 : 監督東元薫、1968年12月公開（成人映画・映倫番号 15553） - 「上松プロダクション」名義で製作

- 『夜の歓楽境 あな探し』（『夜の歓楽街 あな探し』[8]） : 監督向井寛、主演泉ユリ、1968年公開（成人映画・映倫番号 不明） - 「上松プロダクション」名義で製作
- 『男と女の肉時計』 : 監督向井寛、脚本宗豊、主演柴田美穂、1968年公開（成人映画・映倫番号 不明） - 「上松プロダクション」名義で製作、58分の16mmフィルム版上映用プリントが現存[37]
- 『未亡人ご指名 夜の本番』（『夜の本番 未亡人ご指名』） : 企画・製作上松宗夫、監督向井寛、脚本阿部佳、主演泉ユリ、1968年公開（成人映画・映倫番号 不明） - 「上松プロダクション」名義で製作

### 1969年
- 『夜の技巧』 : 製作上松宗夫、企画松田武美、監督佐々木元、主演清水世津、1969年1月公開（成人映画・映倫番号 15600） - 「上松プロダクション」名義で製作・「日映」名義で配給
- 『三日三晩裏表』 : 監督東元薫、脚本原良輔、主演野上正義、1969年1月公開（成人映画・映倫番号 15612） - 「上松プロダクション」名義で製作、63分の16mmフィルム版上映用プリントが現存[37]
- 『好色坊主四十八手斬り』（『好色坊主四八十手斬り』[9]『好色坊主48手斬り』[6]） : 企画・製作上松宗夫、監督東元薫、原案松田新一郎、脚本板橋一雄、主演酒巻輝男・一星ケミ、1969年1月公開（成人映画・映倫番号 15694） - 「上松プロダクション」名義で製作
- 『火の女 昼も夜も』[9]（『火の女夜も昼も』[6]） : 製作上松宗夫、企画松田武美、監督奥脇敏夫、脚本浅田千八郎、主演渚マリ、1969年1月公開（成人映画・映倫番号 15639） - 「上松プロダクション」名義で製作・「日映」名義で配給
- 『寝強犯』 : 製作上松宗夫、企画松田武美、監督東元薫、脚本日野洸、主演桂奈美、1969年2月公開（成人映画・映倫番号 15736） - 「上松プロダクション」名義で製作・「日映」名義で配給
- 『悶え狂い』（『もだえ狂い』[25]） : 企画・製作上松宗夫、監督佐々木元、原案松田武美、脚本立花豊、主演一星ケミ、1969年2月公開（成人映画・映倫番号 15712） - 「上松プロダクション」名義で製作
- 『情事のデザイン』 : 監督林新一郎、1969年5月公開（成人映画・映倫番号 15831） - 「日本映画プロダクション」名義で製作・「上松プロダクション」名義で配給
- 『黒毛の沼』 : 監督東元薫、1969年5月公開（成人映画・映倫番号 15784） - 「上松プロダクション」名義で製作
- 『ためいき』 : 製作上松宗夫、企画松田武美、監督林新一郎、脚本高橋洸一、主演一星ケミ、1969年6月公開（成人映画・映倫番号 15863） - 「上松プロダクション」名義で製作・「日映」名義で配給
- 『しびれ泣き』 : 監督水野洽、1969年6月11日審査・公開（成人映画・映倫番号 不明） - 「上松プロダクション」名義で製作
- 『女子学生の記録 気絶』 : 製作上松宗夫、企画松田武美、監督村上伸（佐々木元とも）、主演田代ユリ・一星ケミ、1969年7月17日審査・同月公開（成人映画・映倫番号 不明） - 「日映」名義で製作・配給
- 『モーレツかけもち女』 : 監督水野洽、1969年8月16日審査・同月公開（成人映画・映倫番号 不明） - 「日映」名義で製作・配給
- 『好色温泉記 四畳半芸者』 : 監督稲尾寛太郎、1969年9月20日審査・公開（成人映画・映倫番号 不明） - 「日映」名義で製作・配給
- 『愛欲絵巻 色の入口』（『色の入口 愛欲絵巻』[9]） : 監督水野洽、1969年10月31日審査・公開（成人映画・映倫番号 不明） - 「日映」名義で製作・配給
- 『激しく抱いて』 : 監督野川宏、1969年12月8日審査・同月公開（成人映画・映倫番号 16184） - 「日映」名義で製作・配給
- 『人生四十八手 色上手』（『四十八手色上手』[6]『色上手 人生四十八手』[9]） : 監督野川宏、1969年12月29日審査・公開（成人映画・映倫番号 不明） - 「日映」名義で製作・配給

### 1970年
- 『泣き上手 枕妻』 : 監督野川宏、1970年2月13日審査・公開（成人映画・映倫番号 16258） - 「日映」名義で製作・配給
- 『びしょ濡れ女』 : 監督野川宏、1970年3月17日審査・公開（成人映画・映倫番号 不明） - 「日映」名義で製作・配給
- 『夜なき布団』 : 監督林新一郎、1970年4月16日審査・公開（成人映画・映倫番号 不明） - 「日映」名義で製作・配給
- 『これが人生四十八手だ』 : 監督水野洽、1970年4月28日審査・公開（成人映画・映倫番号 不明） - 「日映」名義で製作・配給
- 『行くまで待って』 : 監督水野洽、1970年6月2日審査・公開（成人映画・映倫番号 不明） - 「日映」名義で製作・配給
- 『ハレンチ㊙女風呂』 : 監督水野洽、1970年7月1日審査・公開（成人映画・映倫番号 不明） - 「上松プロダクション」名義で製作
- 『ブルーセックス』 : 監督水野洽、1970年8月19日審査・公開（成人映画・映倫番号 不明） - 「上松プロダクション」名義で製作
- 『夜はあなただけに』 : 監督林新一郎、1970年9月30日審査・公開（成人映画・映倫番号 不明） - 「日本映画プロダクション」名義で製作・配給
- 『愛して抱いて』 : 監督仲木次郎、1970年11月5日審査・公開（成人映画・映倫番号 不明） - 「上松プロダクション」名義で製作
- 『甘いクライマックス』 : 監督松原次郎、1970年12月7日審査・公開（成人映画・映倫番号 不明） - 「上松プロダクション」名義で製作
- 『未公開のセックス』 : 監督水野洽、1970年12月28日審査・同月公開（成人映画・映倫番号 16641） - 「上松プロダクション」名義で製作

### 1971年
- 『愛の人生四十八手』 : 監督林新一郎、1971年3月2日審査・公開（成人映画・映倫番号 不明） - 「上松プロダクション」名義で製作・「日映」名義で配給
- 『アベック・ベッド』 : 監督林新一郎、1971年4月13日審査・公開（成人映画・映倫番号 不明） - 「上松プロダクション」名義で製作
- 『愛の夫婦生活』 : 監督林新一郎、1971年5月18日審査・公開（成人映画・映倫番号 不明） - 「上松プロダクション」名義で製作
- 『やさしく抱いて』 : 監督林新一郎、1971年7月8日審査・公開（成人映画・映倫番号 不明） - 「上松プロダクション」名義で製作
- 『好きならみんなあげる』 : 監督林新一郎、1971年8月23日審査・公開（成人映画・映倫番号 不明） - 「上松プロダクション」名義で製作・「日映」名義で配給
- 『SEX㊙大全集』（『セックス大全集』[11]） : 監督林新一郎、1971年9月22日審査・公開（成人映画・映倫番号 不明） - 「上松プロダクション」名義で製作・「日映」名義で配給
- 『婦人科㊙物語』 : 監督笠原和郎、1971年10月16日審査・公開（成人映画・映倫番号 不明） - 「上松プロダクション」名義で製作
- 『8ミリの部屋 うめき』 : 監督小川欽也、主演浅川洋子、1971年11月12日審査・公開（成人映画・映倫番号 不明） - 「上松プロダクション」名義で製作・「日映」名義で配給
- 『㊙フィルムの女』 : 監督笠原和郎、1971年12月14日審査・公開（成人映画・映倫番号 不明） - 「上松プロダクション」名義で製作
- 『ポルノSEX大百科』 : 監督笠原和郎、1971年12月28日審査・公開（成人映画・映倫番号 不明） - 「上松プロダクション」名義で製作

### 1972年
- 『㊙温泉SEX風呂』（『温泉SEX風呂』[12]） : 監督岡本愛、主演岡本愛、主演東裕里子、1972年3月23日審査・4月公開（成人映画・映倫番号 17125） - 「上松プロダクション」名義で製作・「日映」名義で配給
- 『恍惚の湖 愛の終着駅』 : 監督岡本愛、主演泉ゆり、1972年3月23日審査・4月公開（成人映画・映倫番号 17137） - 「上松プロダクション」名義で製作・「日映」名義で配給
- 『金髮美女の白い肌 一晩中抱いて』[12]（『一晩中抱いて』[6]） : 監督岡本愛、主演ダナケイ、1972年6月9日審査・公開（成人映画・映倫番号 17230） - 「上松プロダクション」名義で製作・「日映」名義で配給

### 1973年
- 『恍惚の密室』 : 監督笠原和郎、1973年1月公開（成人映画・映倫番号 17480） - 「日映」名義で製作
- 『㊙乱行パーティ』 : 監督笠原和郎、1973年3月公開（成人映画・映倫番号 17526） - 「日映」名義で製作
- 『トルコ㊙セックス』（『浮気必勝法 トルコ㊙セックス』） : 監督笠原和郎（岡本愛とも[29]）、1973年4月公開（成人映画・映倫番号 17574） - 「日映」名義で製作（「上松プロダクション」名義とも[29]）
- 『愛の桜貝』 : 監督笠原和郎（岡本愛とも[29]）、1973年6月公開（成人映画・映倫番号 17641） - 「日映」名義で製作（「上松プロダクション」名義とも[29]、中映とも[6]）
- 『女の本丸攻め』 : 監督笠原和郎（岡本愛とも[29]）、1973年8月公開（成人映画・映倫番号 17659） - 「日映」名義で製作（「上松プロダクション」名義とも[29]）